# Danças Polovetsianas
As Danças Polovetsianas são um conjunto de partes da ópera Príncipe Igor do compositor russo Alexandr Borodin, habitualmente tocadas em forma de suíte.
Como tantos outros compositores, Borodin tornou-se conhecido do grande público pela adaptação de criações suas para a música popular. No caso, a adaptação foi feita pelos compositores americanos Robert Wright e George Forrest, de uma de suas peças mais conhecidas, a "Dança Deslizante das Donzelas", da ópera Prípcipe Igor, e que se tornou a canção "Stranger in Paradise", do musical Kismet. Esta canção teve grande sucesso na voz de Tony Bennett.